# Caloramator indicus
Caloramator indicus è una specie di batterio appartenente alla famiglia delle Clostridiaceae.